# Lentvaris
Lentvaris ( escoltar (?·pàg.)) (en polonès: Landwarów) és una de les 103 ciutats de Lituània. És una ciutat de la regió etnogràfica d'Aukštaitija, comtat i municipi de Vílnius (Lituània). Es troba a 9 quilòmetres a l'est de Trakai. El llac Lentvaris es troba a prop de la ciutat.

## Història

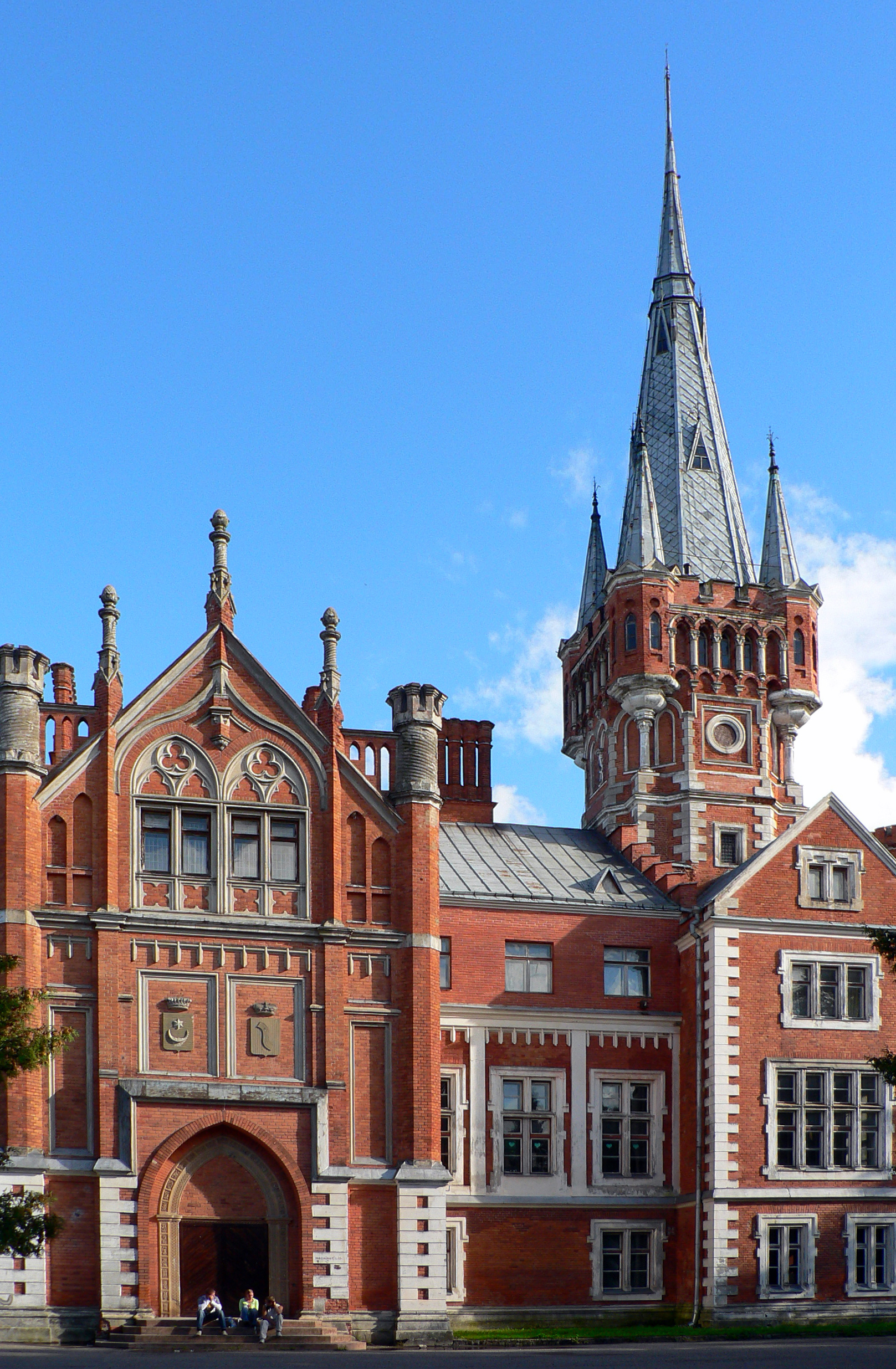
Palau de Tyszkiewicz a Lentvaris

Al segle xviii, la ciutat de Lentvaris, es trobava dins de la Confederació de Polònia i Lituània. Era propietat de la família noble lituana Sapieha i des de 1850 va passar a la família Tyszkiewicz. A propòsit de les particions de confederació de Polònia i Lituània, la ciutat va esdevenir una part de l'Imperi Rus. El 1885 la família Tyszkiewicz va construir un palau en estil Tudor amb un gran parc dissenyat per Édouard André.
En el període d'entreguerres Lentvaris des de 1922 estava a les mans de Polònia, situada en el voivodat de la Segona República de Polònia amb capital a Vílnius. El setembre del 1939, l'Alemanya nazi va atacar a Polònia a l'uníson amb la Unió Soviètica, la ciutat va ser presa el 19 de setembre de 1939. Soldats polonesos que van lluitar a la Campanya de setembre, van ser internats en la veïna ciutat de Kretinga pels lituans. Entre 1942 i 1943 una unitat partisana jueva encapçalada per Abba Kovner que operava als voltants, va volar un tren a la vora de l'estació de Lentvaris de la via fèrria que unia Vílnius amb Grodno. Vint-i-un vagons que transportaven tropes i subministraments es van descarrilar.